# Maison centrale de Saint-Maur
La maison centrale de Saint-Maur est un établissement pénitentiaire français situé à Saint-Maur, dans le département de l'Indre, en région Centre-Val de Loire. Ouverte en 1975, cette maison centrale dont le régime est essentiellement tourné vers la sécurité dispose du plus grand quartier d'isolement de France.

## Histoire
La maison centrale de Saint-Maur a été mise en service en 1975.

### Mutinerie des 12 et 13 novembre 1987
Le mardi 10 novembre 1987 à 13h30, Jacques Hyver, ancien bras droit de Jacques Mesrine, épaulé par deux autres détenus, parvient à s'évader en enfonçant le portail de la maison centrale à bord d'un camion poubelle. Lui et l'un de ses complices seront repris en Suisse en 1988 tandis que le troisième sera tué. 
Le lendemain, mercredi 11 novembre, un détenu grimpe dans un arbre situé dans une cour de promenade pour protester contre un problème de cantine. Pour le récupérer, le directeur fait abattre l'arbre, ce qui provoque de vives tensions parmi la population pénale, alors composée de 407 détenus. 
Le jeudi 12 novembre vers 17h00, tandis que des enquêteurs du SRPJ d'Orléans viennent enquêter sur les conditions d'évasion des trois détenus du 10 novembre en procédant à une perquisition dans les cellules des fugitifs, un mouvement collectif éclate parmi les détenus et débouche sur une prise d'otages : treize personnels dont le directeur Jean-Charles Toulouze, des surveillants et des enseignants, sont retenus en otage tandis que la prison est saccagée et incendiée par les mutins, provoquant des dégâts considérables. 
Dans la nuit de jeudi à vendredi, un millier de CRS et de gendarmes mobiles sont mobilisés prêts à intervenir. Le vendredi 13 novembre au matin, les négociations aboutissent à la libération des otages. Les mutins se rendent « dans l'honneur » et près de 150 détenus dont le terroriste libanais Georges Ibrahim Abdallah, chef de la Fraction armée révolutionnaire libanaise (FARL), seront immédiatement transférés, principalement vers la région parisienne. 
Les dégâts de la mutinerie seront évalués à plusieurs dizaines de millions de francs. 

### Événements récents
En 2020, la chaîne de télévision BFM TV réalise un reportage de 25 minutes sur l'établissement qui met en valeur à la fois son caractère sécuritaire et les activités proposées aux personnes détenues dans le cadre de la préparation de leur réinsertion, tout en présentant le rôle indispensable joué par le renseignement pénitentiaire dans la lutte contre les trafics, les évasions et la radicalisation.

## Description
En France, une maison centrale est un établissement pénitentiaire qui accueille les personnes détenues condamnées à une longue peine ou présentant des risques. Le régime de détention est donc essentiellement axé sur la sécurité.
La maison centrale de Saint-Maur se présente sous la forme d'un pentagone régulier composé de quatre bâtiments réguliers, l'un administratif, les trois autres, rectangulaires et parallèles, constituant la zone de détention. L'établissement dispose d'une capacité d'accueil de 260 places pour 320 cellules. Il héberge le plus grand quartier d'isolement de France, qui comprend 25 cellules.
Outre les espaces de détention, l'établissement abrite un atelier de 6 000 m2 réservé au travail volontaire des personnes détenues.
La maison centrale est rattachée à la direction interrégionale des services pénitentiaires de Dijon. Elle est située dans le ressort de la cour d'appel de Bourges et du tribunal judiciaire de Châteauroux.

## Détenus célèbres
Conformément à son rôle d'accueillir des détenus ayant à purger une longue peine, notamment ceux condamnés à la réclusion criminelle à perpétuité et/ou présentant des risques importants en matière de sécurité, la maison centrale de Saint-Maur a vu passer entre ses murs plusieurs détenus célèbres parmi lesquels figurent :
- Georges Ibrahim Abdallah, militant communiste et terroriste libanais, considéré comme le chef de la Fraction armée révolutionnaire libanaise (FARL), condamné à la réclusion à perpétuité en 1987 pour complicité dans l'assassinat de diplomates israéliens et américains à Paris ;
- Ilich Ramírez Sánchez, dit Carlos, terroriste vénézuélien, chef du Front populaire de libération de la Palestine, auteur de plusieurs attentats en Europe, condamné plusieurs fois à la réclusion criminelle à perpétuité ;
- Jean-Marc Rouillan, terroriste d'extrême-gauche français, membre d'Action directe, condamné à perpétuité en 1989 pour complicité d'assassinats ;
- André Olivier, terroriste d'extrême-gauche français, cofondateur d'action directe, libéré en 2024 après une incarcération de 38 années ;
- Jean-Claude Romand[10], faux médecin et assassin français ;
- Patrick Henry[11], criminel français, condamné en 1977 à la réclusion criminelle à perpétuité pour enlèvement de mineur suivi de meurtre ;
- François Besse[12], braqueur français, complice de Jacques Mesrine, condamné à perpétuité ;
- Jean-Pierre Roux-Durrafour, criminel français, condamné à perpétuité en 2005 pour assassinats ;
- Marcel Barbeault[13], tueur en série français, condamné à perpétuité en 1981, l'un des plus anciens détenus de France.

## Dans la culture
En 1975, alors que la prison attend ses premiers détenus, le réalisateur Philippe Labro tourne plusieurs scènes de son cinquième long-métrage, L'Alpagueur, au sein de la maison centrale. Dans le rôle-titre, Jean-Paul Belmondo parvient à s'évader en simulant un malaise, ce qui lui vaudra le surnom de « premier évadé de Saint-Maur ». 
En 1988, le chanteur Alain Souchon donne un concert au sein de la maison centrale. Pour l'occasion, il compose un titre particulier, Les Cadors, qui figurera en deuxième place de son huitième album, Ultra moderne solitude. Les paroles du refrain font référence au traitement de faveur accordé à certains détenus prestigieux de l'époque dont ne bénéficiaient pas, bien au contraire, ceux incarcérés à Saint-Maur : « Les cadors on les retrouve aux belles places,
Nickel.
Les autres, c’est Saint-Maur, Châteauroux Palace,
Plus de ciel. »